# Diệp long
Diệp long (danh pháp khoa học: Pereskia bleo) là một loài thực vật có hoa trong họ Cactaceae. Loài này được (Kunth) DC. mô tả khoa học đầu tiên năm 1828.

## Hình ảnh

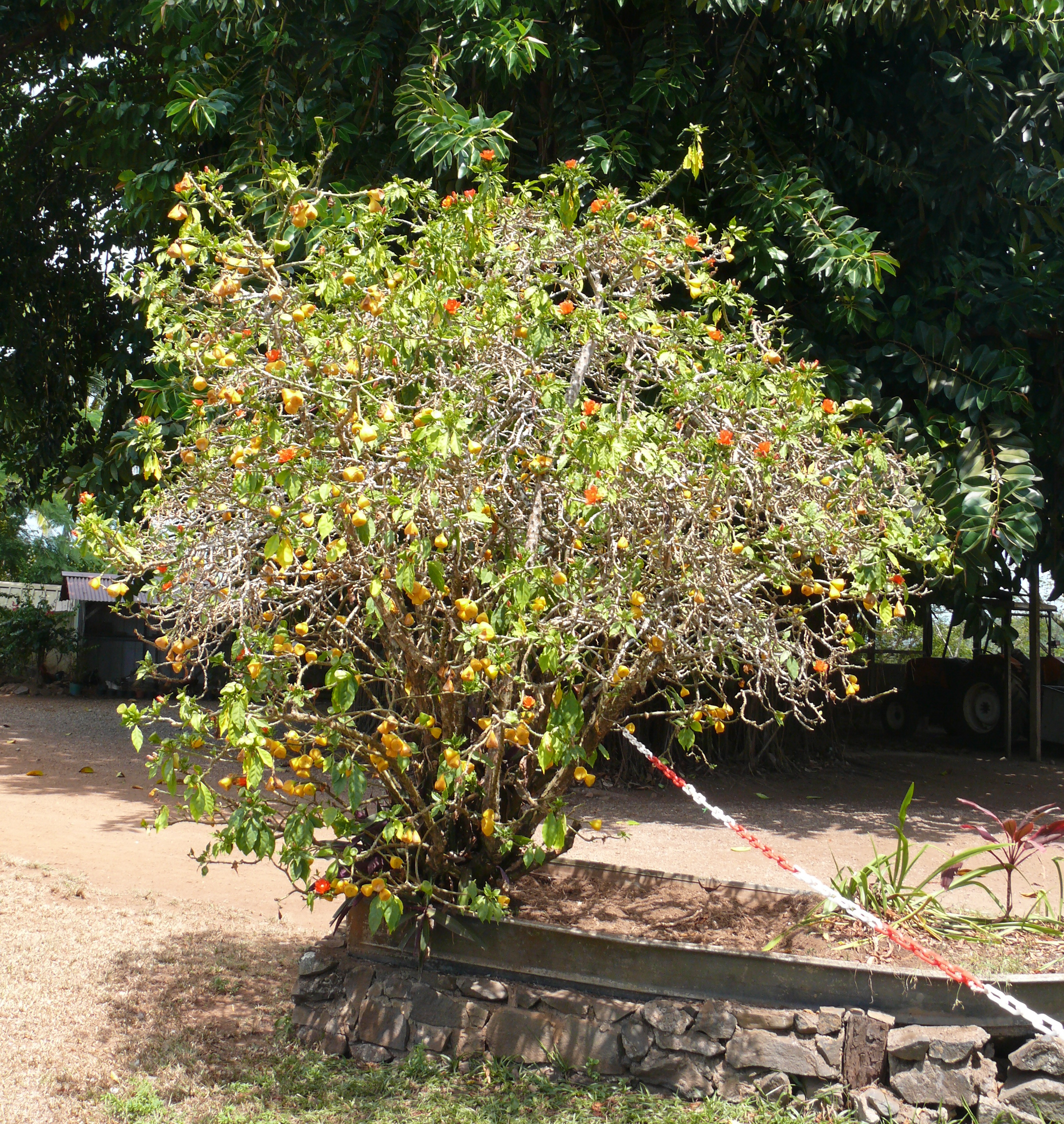
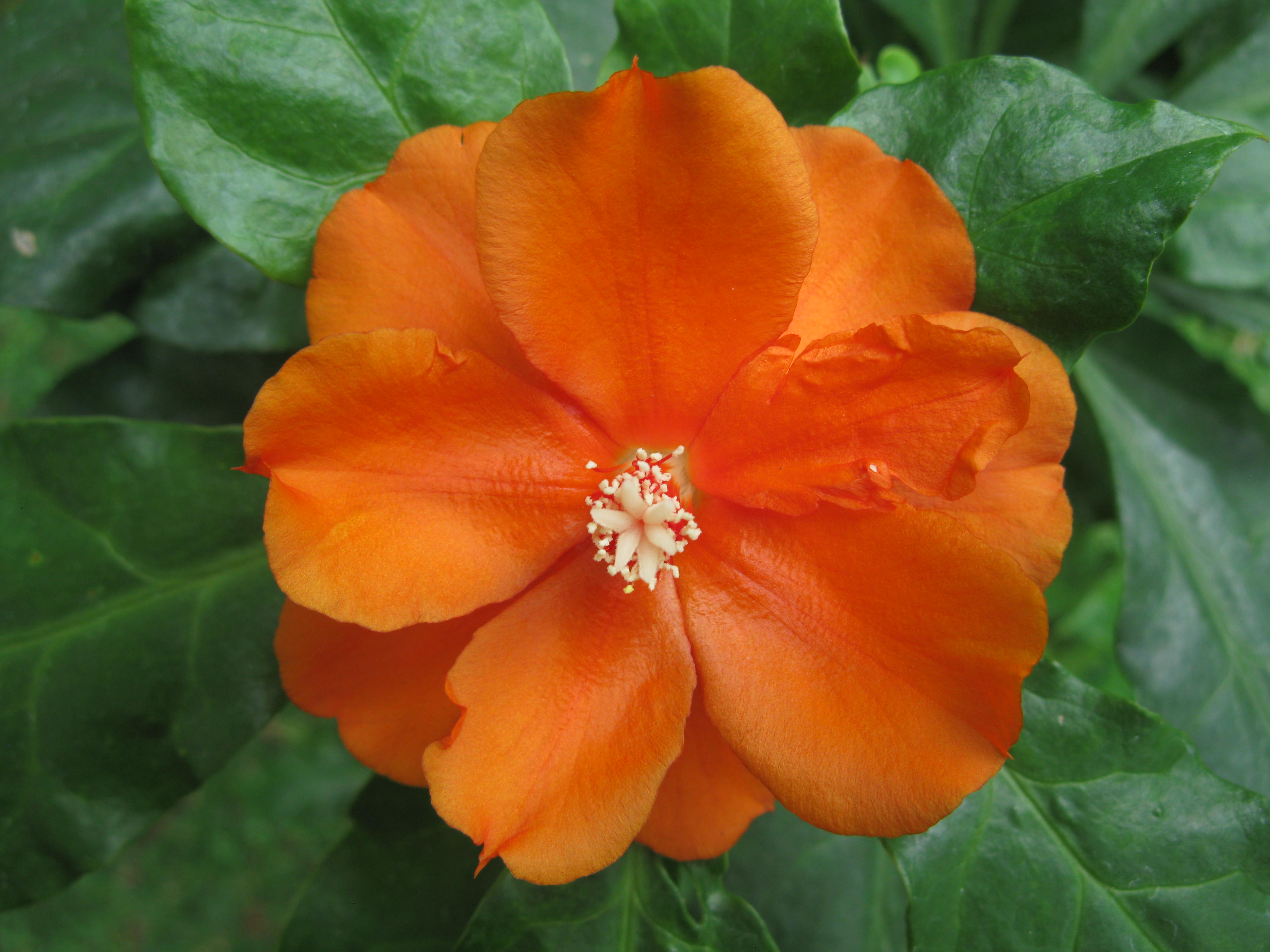
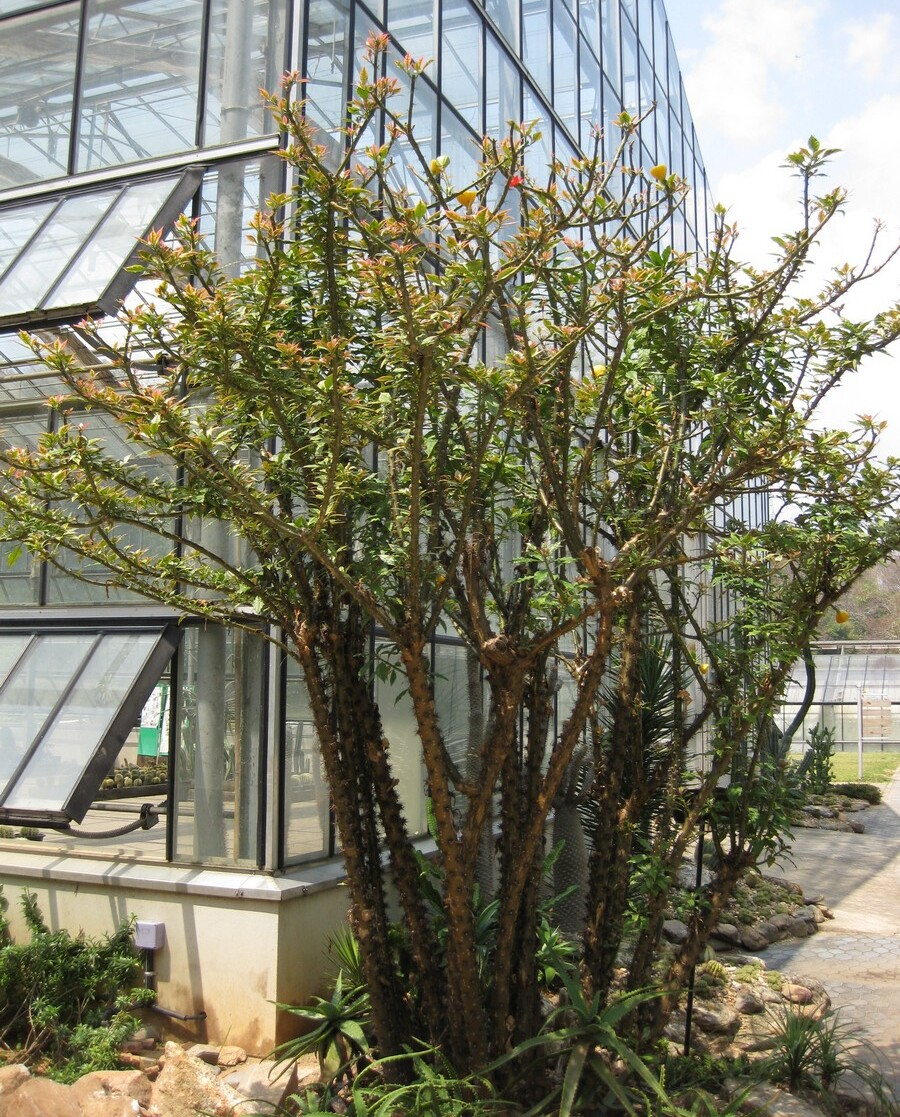
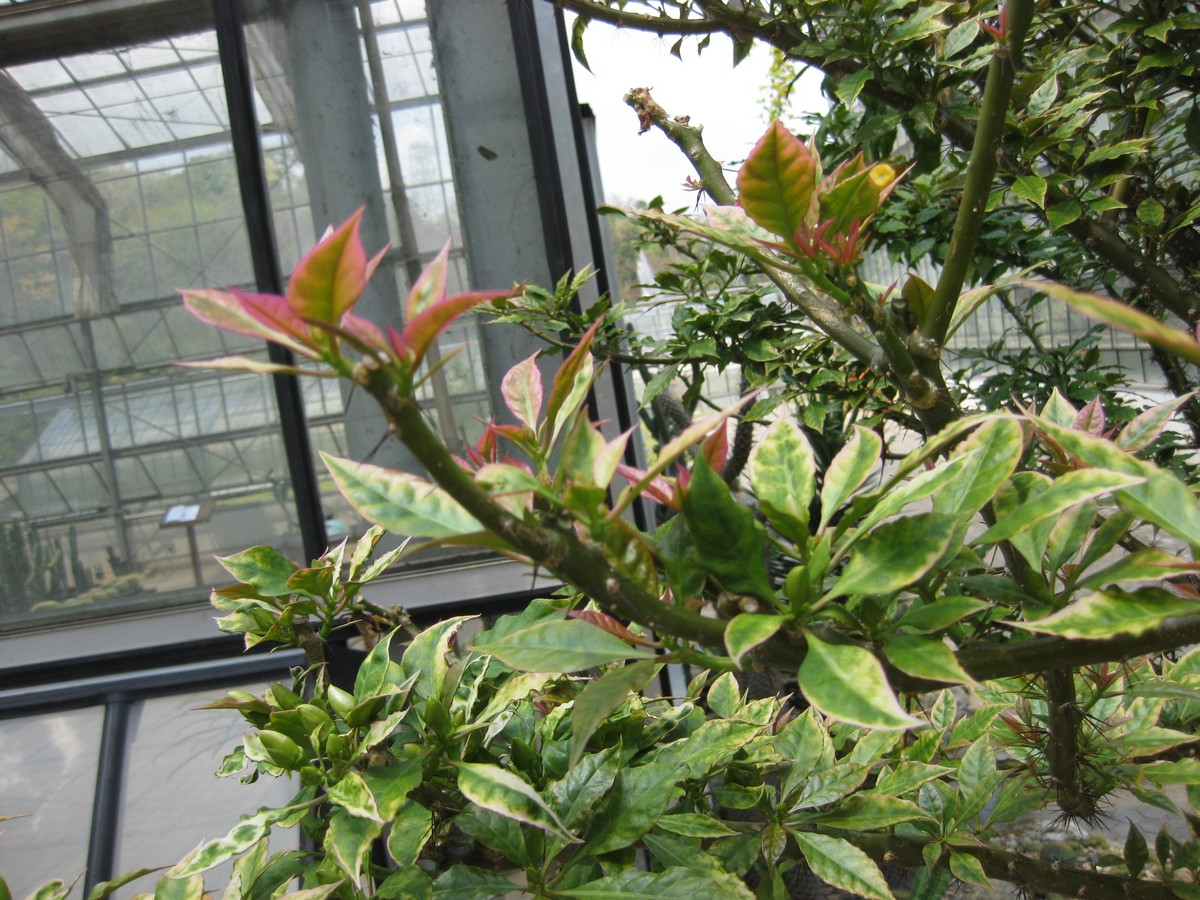